# Phare de Roancarrigmore
Le phare de Roancarrigmore est un phare situé sur l'îlot Roancarrigmore dans la Baie de Bantry à l'extrême sud du comté de Cork (Irlande).
Il est géré par les Commissioners of Irish Lights.

## Histoire
Ce phare est une tour ronde de 12 m de haut, avec lanterne et galerie, attenante à une maison de gardien de 2 étages, construit en 1847. Le phare est peint en blanc avec une bande noire sous la galerie. Il est inactif depuis 2012.
Il a été remplacé, en mai 2012, par une tourelle en acier adjacente au phare. Le feu, à 18 m au-dessus du niveau de la mer émet une lumière blanche et rouge, selon secteur toutes les 3 secondes. C'est une lampe LED à énergie solaire. Ce feu, situé après l'île Bere, marque l'entrée du port de Castletownbere dans la baie de Bantry.
En 2016 l'ancien phare et la maison du gardien ont été mis en vente. l'île de Roancarrigmore n'est accessible que par bateau. Le site est visitable et la station est fermée.